# Vuk Karadžić
Vuk Stefanović Karadžić (Вук Стефановић Караџић), född 7 november 1787 i Tršić, Serbien, Osmanska riket, död 7 februari 1864 i Wien, var en serbisk lingvist och språkreformator.
Karadžić var det nyserbiska språkets och litteraturens egentlige grundläggare.

## Biografi
Karadžić deltog som yngling i det första serbiska upproret och blev 1807 sekreterare hos senaten i Belgrad. År 1813, sedan turkarna åter kuvat serberna, begav sig han från en lärarpost i Belgrad till Wien och tillbringade större delen av sitt återstående liv i tvungen eller frivillig landsflykt i Österrike. En kort tid (1831) var han ordförande i magistraten i Belgrad. Genom en skrivelse till furst Miloš, i vilken han rådde denne till ett mindre despotiskt styrelsesätt, stängde han för sig återvägen till fäderneslandet. I Serbien förbjöd man hans böcker och ortografi, trots att han åtnjöt stöd från Đuro Daničić. Man ansåg att hans bibelöversättning och den av honom i språket införda bokstaven j var latinskt kätteri. Först 1868 medgavs utan inskränkning bruket av Karadžićs språk och ortografi.
År 1814 utgav Karadžić sitt första arbete, en samling folkvisor under titeln En liten folklig slavenoserbisk sångbok, och under femtio år ägnade han sig åt serbernas bildning på nationell grund. Oaktat Dositej Obradovićs vägbrytande föredöme var "slavenoserbiskan" (en med ryska och serbiska uppblandad kyrkslavisk dialekt, som folket ej förstod) ännu den serbiska litteraturens språk; genom Karadžić vann folkspråket, nyserbiskan, ett länge omtvistat, men slutligen obestritt envälde. Redan 1814 utkom Karadžićs grammatik Pismenica srpskoga jezika po govoru prostoga naroda, som utgör basen för moderna serbiska och kroatiska språket (tidigare gemensamt kallat serbokroatiska). År 1818 hans serbiska ordbok, Srpski rječnik (med latinsk och tysk översättning samt rika historisk-etnologiska upplysningar och företrädd av en ny bearbetning av grammatiken; ny utökad upplaga 1852). För nyserbiskan uppgjorde Karadžić, med övergivande av den dittills härskande gamla kyrilliska skriften, ett nytt alfabet på grundval av det ryska; han uteslöt en del bokstäver och tillade andra efter språkets behov. Karadžić välbekanta motto var "Piši kao što govoriš, čitaj kao što je napisano" (Skriv som du talar, läs som det står skrivet). Bakom Karadžić stod visserligen som rådgivare den grundlärde slavisten Jernej Kopitar, men det var i varje fall Vuk som utförde verket.
I bredd med dessa rent språkliga arbeten gå Karadžićs samlingar till kännedom om folkets litteratur och levnadssätt. Under flera resor i det sydslaviska området lärde han känna dessa folk så som ingen annan. Folkvisorna, Srpske narodne pjesme, utkom i flera, ständigt utökade, upplagor och hade i den sista, vilken Karadžić själv utgav, vuxit till sex band. Redan från början tilldrog de sig, under inverkan av den nyromantiska skolan inom vitterheten, uppmärksamhet och beundran långt utanför sitt hemland och föranledde i Europas övriga länder motsvarande samlingar. Senare följde samlingar av serbiska ordspråk, Srpske narodne poslovitse (1836; ny upplaga 1849), Montenegro und die Montenegriner (på tyska 1837, sedermera även på serbiska), serbiska folksagor, Srpske narodne pripovijetke (1853; översatt till tyska av dottern Vilhelmina Karadžić, 1854). Först efter Karadžićs död utkom hans bok om serbiska folkets liv och seder (1867) samt Deutsch-serbisches Wörterbuch (1872). Genom dessa arbeten fick den unga litteraturen en brett lagd, folklig och inhemsk, på historia och tradition vilande grundval.
Av Karadžićs övriga skrifter kan särskilt nämnas hans översättning av Nya testamentet (1847), kalendern Danitsa (Morgonstjärnan, fem häften 1826-34), innehållande åtskilliga historiska och språkliga uppsatser, samt Primjeri srpsko-slavenskoga jezika (Fornserbisk läsebok, 1857). Det kan även noteras, att Leopold von Rankes arbete om serbiska revolutionen huvudsakligen grundar sig på upplysningar av Karadžić. En samlad upplaga av hans skrifter utgavs från 1891 (genom Pera Đorđević och Ljubomir Stojanović) på serbiska statens bekostnad. Karadžićs stoft flyttades 1897 på statens bekostnad högtidligt från Wien till Belgrad.